# Paroeme inermis
Paroeme inermis là một loài bọ cánh cứng trong họ Cerambycidae.